# Samariscus japonicus
Samariscus japonicus är en fiskart som beskrevs av Kamohara, 1936. Samariscus japonicus ingår i släktet Samariscus och familjen Samaridae. Inga underarter finns listade i Catalogue of Life.